# Осокин, Александр Геннадьевич
Александр Геннадьевич Осокин (род. 14 марта 1959 года, Мончегорск, Мурманская область, РСФСР, СССР) — советский, казахский игрок в хоккей с мячом, впоследствии казахский тренер и функционер. Является вице-президентом ФИБ от Казахской федерации.

## Карьера
Родился в Мончегорске.
В сезоне 1975/76 года дебютировал в составе мончегорского «Североникеля», провёл 24 игры.
В следующем сезоне в составе алма-атинского «Динамо» стал чемпионом СССР (1977), а в 1978 году — обладателем Кубка европейских чемпионов.
В 1978, 1979, 1981 годах — вице-чемпион СССР. В 1983 году — бронзовый призёр чемпионата СССР. После нескольких не столь успешных для алма-атинцев сезонов в 1990 году Александр снова становится чемпионом СССР. Победный сезон становится последним в качестве игрока. Мастер спорта СССР международного класса.

## Тренерская карьера
После окончания карьеры игрока выехал в Норвегию, где в течение семи сезонов работал играющим тренером. Но при этом до 2001 года выступал в составе сборной Казахстана.
Тренировал сборную Казахстана в качестве второго тренера при подготовке к чемпионатам мира 2003 и 2005 годов.
Позже работал с КХМ «Акжайык».
Представляет Казахстан в Международной федерации хоккея с мячом.